# Mont Chamberlin
Le mont Chamberlin est un sommet de la chaîne Brooks, dans le Nord de l’Alaska, aux États-Unis. Il culmine à 2 712 mètres d'altitude.
En 2014, une nouvelle technologie de mesure a établi que le mont Isto était le plus haut sommet de la chaîne, alors qu'auparavant on pensait que c'était le mont Chamberlin, maintenant classé troisième.